# Kick Chiapposky - Aspirante stuntman
Kick Chiapposky - Aspirante stuntman (Kick Buttowski: Suburban Daredevil) è una serie animata creata dall’animatore statunitense di origine italiana, Sandro Corsaro, prodotta dalla Walt Disney Television Animation e distribuita dalla Disney XD Original Productions. Venne trasmessa in Nord America, ed in altri paesi, tra cui l'italia su Disney XD, dal 26 aprile 2010, ed in chiaro su Rai 2 a partire dal giugno 2010.

## Trama
La serie animata narra le avventure di Kick, un ragazzino intenzionato a diventare, con l'aiuto dell'amico Gunther, il migliore degli stuntman, disturbato però dal fratello maggiore Brad. Kick ha una sorellina di nome Brianne che partecipa a gare di bellezza, tenendo impegnati i suoi genitori, all'oscuro del desiderio di Kick e dei pericoli che corre. Il suo idolo è Billy Moncherino (in lingua originale "Billy Stumps"), uno spericolato stuntman che non sa far altro che guidare il suo monster truck.

## Episodi
| Stagione         | Episodi | Prima TV USA | Prima TV ITA |
| ---------------- | ------- | ------------ | ------------ |
| Prima stagione   | 20      | 2010-2011    | 2010         |
| Seconda stagione | 32      | 2011-2012    | 2011-2012    |

## Personaggi

### Personaggi principali
- Clarence "Kick" Chiapposky (Buttowski): protagonista della serie: un ragazzino di 13 anni testardo, irascibile, spericolato, amante degli scherzi, ma leale e di buon cuore, piccolo di statura, vorrebbe essere come il grande stuntman Billy Moncherino.
- Gunther Magnuson: miglior amico di Kick, di origine scandinava. Accompagna sempre Kick in tutte le sue avventure.
- Brad Chiapposky: fratello maggiore di Kick; si diverte a prenderlo in giro chiamandolo "mezza tacca" e ad ostacolare il suo sogno, ma fallisce.
- Brianne Chiapposky: sorella minore di Kick. Piccola reginetta di bellezza, è la preferita dei genitori che la seguono in ogni gara.
- Harold Chiapposky: padre di Kick. Si veste con la sua divisa arancione ed il suo cappellino rigido da operaio e adora la posta.
- Honey Chiapposky: madre di Kick. Ama le bambole e i maglioni nuovi. Da giovane era una stunt-woman.
- Kendall Perkins: ragazza famosa nella scuola di Mellowbrook, considerata la più intelligente e carina. Nei primi episodi diventa acerrima nemica di Kick, ma con il passare del tempo rimane stupita dalle sue acrobazie. Sebbene sia fidanzata con Ronaldo, è innamorata di Kick.
- Jackie Wackerman: ragazza fuori di testa e innamorata di Kick; fa di tutto per stare con lui, talvolta rovinando le sue acrobazie. Il suo soprannome è "Jackie la svitata".
- Wade: il migliore amico di Kick e Gunther, che lo definiscono "il più forte". È commesso di un negozio di alimentari, il "Food and Fix".
- Billy Moncherino: celeberrimo stuntman dal quale Kick prende esempio; come dice il nome ha una mano monca a causa di un incidente avvenuto durante un suo spettacolo. Il suo motto è "Vivi fino a farti male".

### Altri personaggi
- Christopher "Mouth": compagno di classe di Kick, si comporta sia come amico che come nemico. Ha un fratello di nome Pantsy.
- Ragazzo emo: compagno di scuola di Kick, un ragazzo privo di sensi, viene sempre preso a pallonate a dodgeball.
- Ronaldo: fidanzato di Kendall e nemico di Kick, è un genio che adora studiare la scienze e mangiare i grissini salati. È l'ex campione di corsa con i carretti, battuto poi da Kick.
- Dave Uomo Morto: skater leggendario, creduto morto in quanto scomparso, ma Kick scopre che in realtà è ancora vivo e che abita nel vecchio Luna Park abbandonato.
- Il bidello: bidello della scuola di Mellowbrook, pulisce e sistema sempre i disastri di Kick.
- Il cugino Kyle: cugino rompiscatole di Kick. Rovina sempre le sue acrobazie.
- Gordon Gibble
- Horace: uno degli scagnozzi di Brad.
- Pantsy: un altro degli scagnozzi di Brad. È il fratello maggiore di Mouth, e indossa sempre degli occhiali 3D
- Nonno Chiapposky: nonno di Kick, ex agente segreto. Il suo nemico era simile a Brad.
- Magnus Manguson: padre di Gunther, proprietario di un ristorante locale chiamato, "Battle Snax".
- Helga Manguson: madre di Gunther, proprietaria di un ristorante locale chiamato, "Battle Snax" insieme a suo marito.
- Bjørgen: zio di Gunther. Lavora insieme a Magnus ed Helga nel ristorante "Battle Snax".
- Signor Vickle: vicino di casa e amico di Kick, che rimprovera più volte la signorina Chiccarelli. Vuole molto bene a Jazzy, il cane buono di Kick.
- Signora Fitzpatrick: insegnante nella scuola di Mellowbrook.
- Papercut Peterson: ex lottatore di wrestling conosciuto come "lo Spaccaossa", viene affibbiato il soprannome "Papercut" poiché una volta venne umiliato da un taglio con la carta durante una lotta. Ha un fratello maggiore di origini messicane.
- Signorina Chiccarelli: altra vicina di casa di Kick. Fastidiosa ed irritante, detesta sia i bambini quando giocano, che il Signor Vickle, perché, secondo lei, fa troppo rumore, come i bambini stessi.
- Oscar: cagnolino della signorina Chiccarelli. Fastidioso e irritante, morde sempre Kick e altre persone.
- Nuzzola: animaletto all'apparenza docile che Kick porta in biblioteca per scoprire a quale specie appartiene.
- Jazzy: apparso nella seconda stagione, è un cane buono, giocherellone e affettuoso, amico di Kick che sconfigge Oscar.
- Rock Callahan
- Boom Mccondor
- Teena A Volte
- Scarlett Rosetti
- Luigi Vendetta: apparso nella seconda stagione, è il "sicario" che Kick chiama per difendersi da Brad.

## Doppiaggio
| Personaggio           | Doppiatore originale | Doppiatore italiano |
| --------------------- | -------------------- | ------------------- |
| Kick Chiapposky       | Charlie Schlatter    | Fabrizio De Flaviis |
| Gunther Magnuson      | Matt L. Jones        | Gabriele Patriarca  |
| Brad Chiapposky       | Danny Cooksey        | Flavio Aquilone     |
| Brianne Chiapposky    | Grey DeLisle         | Monica Vulcano      |
| Honey Chiapposky      | Kari Wahlgren        | Antonella Rinaldi   |
| Harold Chiapposky     | Brian Stepanek       | Oliviero Dinelli    |
| Kendall Perkins       | Emily Osment         | Joy Saltarelli      |
| Jackie Wackerman      | Maria Bamford        | Letizia Scifoni     |
| Wade                  | Eric Christian Olsen | Sacha De Toni       |
| Mouth                 | Richard Horvitz      | Alessio Puccio      |
| Ragazzo Emo           | Greg Cipes           | Andrea Oldani       |
| Billy Moncherino      | Jeff Bennett         | Roberto Draghetti   |
| Magnus Magnuson       | Clancy Brown         | Roberto Draghetti   |
| Ronaldo               | Simon Helberg        | Alessio Nissolino   |
| Gordon Gibble         | Will Forte           | Luigi Morville      |
| Dave Uomo Morto       | Doug Lawrence        | Fabrizio Manfredi   |
| Bidello               | Fred Tatasciore      | Massimo Corvo       |
| Cugino Kyle           | Tom Kenny            | Daniele Raffaeli    |
| Nonno                 | Ed O'Neill           | Raffaele Fallica    |
| Helga Magnuson        | April Winchell       | Emanuela Baroni     |
| Bjørgen Magnuson      | Danny Jacobs         | Gabriele Lopez      |
| Signor Vickle         | John DiMaggio        | Goffredo Matassi    |
| Signorina Chiccarelli | Mindy Sterling       | Graziella Porta     |
| Papercut Peterson     |                      | Gerolamo Alchieri   |
| Pantsy                | Harland Williams     | Simone Veltroni     |
| Horace                | Greg Cipes           | Mirko Cannella      |
| Luigi Vendetta        | Rico Rodriguez       | Alex Polidori       |
| Penelope Patterson    | Jessica DiCicco      | Letizia Scifoni     |
| Madison               | Skai Jackson         | Joy Saltarelli      |
| Abbie                 | Doug Brochu          | Maurizio Merluzzo   |
| Glenn                 | Brian Doyle-Murray   | Paolo Marchese      |

## Messa in onda internazionali
| Paese / Regione       | Canale                                 | Prima TV         |
| --------------------- | -------------------------------------- | ---------------- |
| Canada                | Disney XD (Canada)                     | 1º giugno 2011   |
| Stati Uniti d'America | Disney XD                              | 13 febbraio 2010 |
| Regno Unito           | Disney XD (UK e Irlanda)               | 1º giugno 2011   |
| Irlanda               | CITV                                   | 1º giugno 2011   |
| Francia               | Disney XD (Francia)                    | 2010             |
| Spagna                | Disney XD (Spagna)                     | 20 febbraio 2010 |
| Spagna                | Disney Channel Spagna                  | dicembre 2010    |
| Bulgaria              | Disney Channel Bulgaria                | 13 novembre 2010 |
| Italia                | Disney XD (Italia)                     | 26 aprile 2010   |
| Italia                | RAI - Radiotelevisione italiana S.P.A. | 2010             |
| Germania              | Disney XD Germania                     | 26 marzo 2010    |
| Germania              | Super RTL                              | 30 aprile 2011   |
| Polonia               | Disney XD Polonia                      | 17 aprile 2010   |
| Paesi Bassi           | Disney XD (Paesi Bassi)                | 18 aprile 2010   |
| Australia             | Disney Channel (Australia)             | 19 aprile 2010   |
| Brasile               | Disney XD (Sud-America)                | 21 aprile 2010   |
| Brasile               | Rede Globo                             | 21 aprile 2010   |
| Cile                  | Disney XD (Sud-America)                | 24 aprile 2010   |
| Cile                  | Canal 13                               | 24 aprile 2010   |
| Venezuela             | Disney XD (Sud-America)                | 24 aprile 2010   |
| Colombia              | Disney XD (Sud-America)                | 24 aprile 2010   |
| Ecuador               | Disney XD (Sud-America)                | 24 aprile 2010   |
| Messico               | Disney XD (Sud-America)                | 24 aprile 2010   |
| Argentina             | Disney XD (Sud-America)                | 24 aprile 2010   |
| Perù                  | Disney XD (Sud-America)                | 24 aprile 2010   |
| Costa Rica            | Disney XD (Sud-America)                | 24 aprile 2010   |
| Guatemala             | Disney XD (Sud-America)                | 24 aprile 2010   |
| Malaysia              | Disney Channel Asia                    | 28 maggio 2010   |
| Singapore             | Disney Channel Asia                    | 28 maggio 2010   |
| Indonesia             | Disney Channel Asia                    | 28 maggio 2010   |
| Thailandia            | Disney Channel Asia                    | 28 maggio 2010   |
| Vietnam               | Disney Channel Asia                    | 28 maggio 2010   |
| Corea del Sud         | Disney Channel Asia                    | 28 maggio 2010   |
| Hong Kong             | Disney Channel Asia                    | 28 maggio 2010   |
| India                 | Disney XD (India)                      | 8 maggio 2010    |
| Giappone              | Disney XD (Giappone)                   | 8 maggio 2010    |
| Turchia               | Disney XD (Turchia)                    | 2010             |
| Israele               | Disney Channel Israele                 | 3 ottobre 2010   |
| Russia                | Disney Channel (Russia)                | 1º novembre 2010 |
| Filippine             | Disney Channel Asia                    | 28 maggio 2010   |
| Filippine             | TV5 Kids Presents Disney Club          | 13 dicembre 2010 |
| Ucraina               | Disney Channel (Ucraina)               | 2011             |
| Sudafrica             | Disney XD (Sud Africa)                 | 12 maggio 2011   |